# غابرييلا مارجينيان
غابرييلا مارجينيان (بالرومانية: Gabriela Mărginean)‏ مواليد 12 فبراير 1987 في كلوج نابوكا، هي لاعبة كرة سلة رومانية. بدأت مسيرتها الاحترافية في سنة 2010. تم اختيارها من قبل فريق مينيسوتا لينكس خلال الدرافت. تلعب مع نادي أفينيدا لكرة السلة للسيدات. وتحمل الرقم 44. لعبت مع مينيسوتا لينكس ونادي أفينيدا لكرة السلة للسيدات.

## روابط خارجية
- غابرييلا مارجينيان على موقع الاتحاد الدولي لكرة السلة (الإنجليزية)
- غابرييلا مارجينيان على موقع الاتحاد الوطني لكرة السلة النسائية (الإنجليزية)
- غابرييلا مارجينيان على موقع fiba3x3.com (الإنجليزية)
- غابرييلا مارجينيان على موقع كرة السلة الأوروبية.كوم (الإنجليزية)
- غابرييلا مارجينيان على موقع كلية كرة السلة في سبورتس رفرنس.كوم (الإنجليزية)
- غابرييلا مارجينيان على موقع سبورتس رفرنس (الإنجليزية)
- غابرييلا مارجينيان على موقع اللجنة الأولمبية الدولية (الإنجليزية)
- غابرييلا مارجينيان على موقع أوليمبيديا (الإنجليزية)
- غابرييلا مارجينيان على موقع اللجنة الأولمبية الرومانية (الرومانية)